# Atemspray
Atemspray ist ein Produkt, das in den Mund gesprüht wird, um zumindest vorübergehend Mundgeruch zu eliminieren oder zu überdecken. Die maskierende Wirkung ist kurzfristig und soll 4–6 Stunden anhalten. Atemsprays werden gelegentlich als für Raucher oder solche, die Kautabak verwenden, beworben und gelegentlich, um den Geruch von Zigaretten/Zigarrenrauch zu überdecken. Häufige Geschmacksrichtungen sind Zimt, Pfefferminze und Spearmint sowie firmenspezifische Aromen, wie „Ice Mint“, „Cool Mint“ oder „Supermint“.
Einige Atemspray werden von ihren Herstellern als antibakteriell oder gegen Plaque wirkend beworben, mit Inhaltsstoffen wie Chlordioxid, Chlorhexidin, Cetylpyridiniumchlorid, ätherische Öle, Hinokitiol, und Zinkionen. Da Alkohol häufig ein Hauptbestandteil von Atemspray ist, werben einige Marken mit alkoholfreien Produkten. Alkohol wird für das Verursachen von Mundtrockenheit verantwortlich gemacht, wenn alkoholhaltige Atemspray oder Mundwasser zu häufig verwendet wird. Einige Marken befürworten auch die Verwendung von zuckerfreien Formulierungen angesichts der nachteiligen Folgen von Zucker, der Karies verursacht.